# Ace Combat: The Belkan War
Ace Combat: The Belkan War  (エースコンバット・ゼロ ザ・ベルカン・ウォー Ēsu Konbatto Zero Za Berukan Wō) è un videogame le cui vicende avvengono 15 anni prima di quelle narrate in Ace Combat 5: Squadron Leader. Il gioco ruota intorno al vortice di tensioni tra le forze del Principato di Belka e quelle combinate di Ustio, Osea, Yuktubania e del Regno di Sapin.
Molte caratteristiche di Ace Combat 5: Squadron Leader sono riprese in Ace Combat: The Belkan War, ma a differenza del precedente (di cui in realtà costituisce un prequel) il giocatore si trova al comando di uno squadrone di due soli membri, animati non da spirito nazionalistico ma dalla ricerca dell'onore e della gloria, in quanto Mercenari. Inoltre è stata introdotta la classificazione in gradi in base al proprio comportamento in battaglia: Mercenario (asso che vive unicamente per il potere e i soldi), Soldato (asso che è capace di adattarsi a diverse situazioni belliche ed è capace di decidere le sorti di una guerra) o Cavaliere (asso che non uccide bersagli indifesi e che vive per l'onore).
Mercenario sarà colui che abbatterà indistintamente tutto ciò che risulta alla sua portata, inclusi gli obiettivi secondari della missione; Cavaliere sarà colui che invece si atterrà più fedelmente al piano di volo, abbattendo solo gli obiettivi primari. Soldato è la qualifica per chi si manterrà a metà tra le due possibilità.
Uscito in Europa come Ace Combat: The Belkan War, è presente negli Stati Uniti d'America, in Giappone e nel resto del mondo con il titolo Ace Combat Zero: The Belkan War.

## Trama
Nel 2005 il giornalista Brett Thompson viene incaricato dalla Osean Broadcasting Corporation di produrre un documentario che ripercorra la storia della guerra di Belka attraverso le gesta di un misterioso pilota mercenario che si rivelò decisivo per le sorti del conflitto. Per fare ciò inizia ad intervistare alcuni dei piloti che hanno combattuto contro di lui.
Per tutto il 20º secolo la Federazione Oseana e la Federazione di Belka si fronteggiarono economicamente e militarmente per il predominio sul continente dell'Osea. In particolare Belka era uno degli stati più tecnologicamente avanzati a livello militare, possedendo anche un arsenale di armi di distruzione di massa, ed era conosciuta per la forza della sua aeronautica. Le enormi spese per mantenere le forze armate e gli sforzi della Federazione Oseana nel destabilizzare economicamente il paese causarono, a partire dal 1985, una crisi economica così grave da costringere l'Assemblea Nazionale ad emanare una legge che di fatto permetteva ad alcune parti del paese di dichiarare l'indipendenza. Tra i paesi che si separarono dalla Federazione ci fu la Repubblica di Ustio, la cui indipendenza fu supportata dalla Federazione Oseana per via delle voci riguardanti la presenza di giacimenti minerari nel piccolo stato. Sfruttando la situazione di caos e malcontento in cui versava il paese, oltre all'ormai certa intromissione dei nemici Oseani nell'economia belkana, il Partito Liberal Democratico, la fazione di estrema destra del paese, vinse le elezioni nel Dicembre del 1991. Nei 4 anni successivi il Partito trasformò progressivamente il paese in una dittatura e il 25 Marzo 1995, a seguito della scoperta di risorse naturali nell'Area B7R tra Ustio e Belka, dichiarò guerra al neonato stato, alla Federazione Oseana, al Regno di Sapin e alla Federazione di Yuktobania. In breve tempo la temibile aviazione belkana inflisse pesantissime sconfitte agli alleati e l'esercito della Federazione occupò quasi interamente la repubblica di Ustio ad eccezione della base aerea di Valais, situata sulla catena montuosa delle Tyrann, nella parte orientale del paese.
Il protagonista è Cipher, il comandante della Squadra Galm, che insieme al suo compagno Pixy, soprannome di Larry Foulke, si unisce alle forze di Ustio a Valais nel tentativo di contrastare l'avanzata di Belka. Dopo diverse battaglie e la sconfitta di buona parte degli assi dell'aeronautica belkana nell'Area B7R gli alleati portano la guerra sul suolo della Federazione fino a che, durante l'assedio della città belkana di Sudentor, il 6 giugno 1995 il governo federale decide di far esplodere 7 testate nucleari V1 sulle montagne di Waldreich, per impedire agli alleati di marciare sulla parte settentrionale del paese. Coscienti della situazione disperata in cui Belka si trova gli alleati decidono di sospendere le operazioni militari e, il 20 giugno 1995, viene firmato l'armistizio tra le due fazioni.
Nonostante il conflitto tra alleati e Belka sia terminato, nei 6 mesi successivi la zona viene scossa da un'altra minaccia. Un gruppo di disertori delle forze armate dei paesi coinvolti nella guerra, tra cui lo stesso Pixy, profondamente scosso dalla guerra e in particolare dal bombardamento da parte degli alleati di una città industriale di Belka e dalla detonazione delle V1, forma un'organizzazione terroristica chiamata A World With No Boundaries (letteralmente Un Mondo Senza Confini), o AWWNB, che sostiene la necessità di abolire i confini per fermare i conflitti armati. I terroristi prima di tutto attaccano la base di Valais con un XB-0 Hresvelgr, una gigantesca fortezza volante distrutta prontamente da Cipher, e poi si preparano ad utilizzare il V2, una testata MIRV sviluppata dalle Gründer Industries e situata nell'Avalon Dam, una struttura adibita al lancio di missili balistici nella Belka centrale. Il 31 dicembre 1995 Cipher e il suo nuovo compagno, PJ, soprannome di Patrick James Beckett, attaccano e distruggono la struttura. Vengono subito raggiunti da Pixy che, guidando un ADFX-02 Morgan, un aereo sperimentale delle Gründer Industries, uccide PJ e ingaggia un dogfight con Cipher, che lo abbatte.
Quasi 10 anni dopo, il 25 novembre 2005, Brett Thompson si ritrova ad intervistare proprio Larry Foulke che, arruolatosi nell'ISAF per combattere contro l'Erusea, condivide con il giornalista le imprese della Squadra Galm e chiede a Thompson di far avere a Cipher un messaggio in caso dovesse incontrarlo, ringraziando l'ex compagno e augurandosi di poterlo rivedere nuovamente.

## Modalità di gioco
La Campagna è il cuore del gioco: essa è articolata in 18 missioni. Durante ogni missione il giocatore dovrà completare un determinato obbiettivo, che solitamente sarà la distruzione di tutti i bersagli principali (TGT); solamente nella missioni 7 e 13 non sarà richiesta la distruzione di alcuni bersagli in particolare, ma il raggiungimento di un certo numero di punti. Infatti ogni bersaglio eliminato o neutralizzato in qualunque momento della Campagna contribuirà con un numero variabile di punti. Questi punti potranno poi essere usati per comprare nuovi aerei o armi speciali per aerei già acquistati.
Nel gioco ci si troverà alcune volte a dover combattere contro delle squadriglie che, differentemente dagli altri piloti "speciali" (cioè dotati di un nome di battaglia), dovranno necessariamente essere distrutte. Queste squadriglie sono in totale 11. Solo due di queste verranno incontrate indipendentemente dall’attitudine da lui dimostrata. Delle altre nove squadriglie, solo tre per volta potranno essere incontrate durante la Campagna.
In qualità di simulatore di volo, Ace Combat: The Belkan War possiede una vasta gamma di aerei che possono essere pilotati dal giocatore. All'inizio il giocatore potrà usufruire di pochissimi velivoli (appena 3) ma potrà aumentare il suo parco abbattendo nemici speciali e acquistando nuovi aerei nel menù "Hangar", dove potrà anche venderli se avrà bisogno di crediti aggiuntivi. Per ogni aereo sono disponibili tre diverse armi speciali che aumenteranno la potenza offensiva dell'aereo. Acquistando un aereo sarà messa a disposizione subito un'arma speciale, mentre le altre due dovranno essere acquistate separatamente.